# Christine Blasey Ford

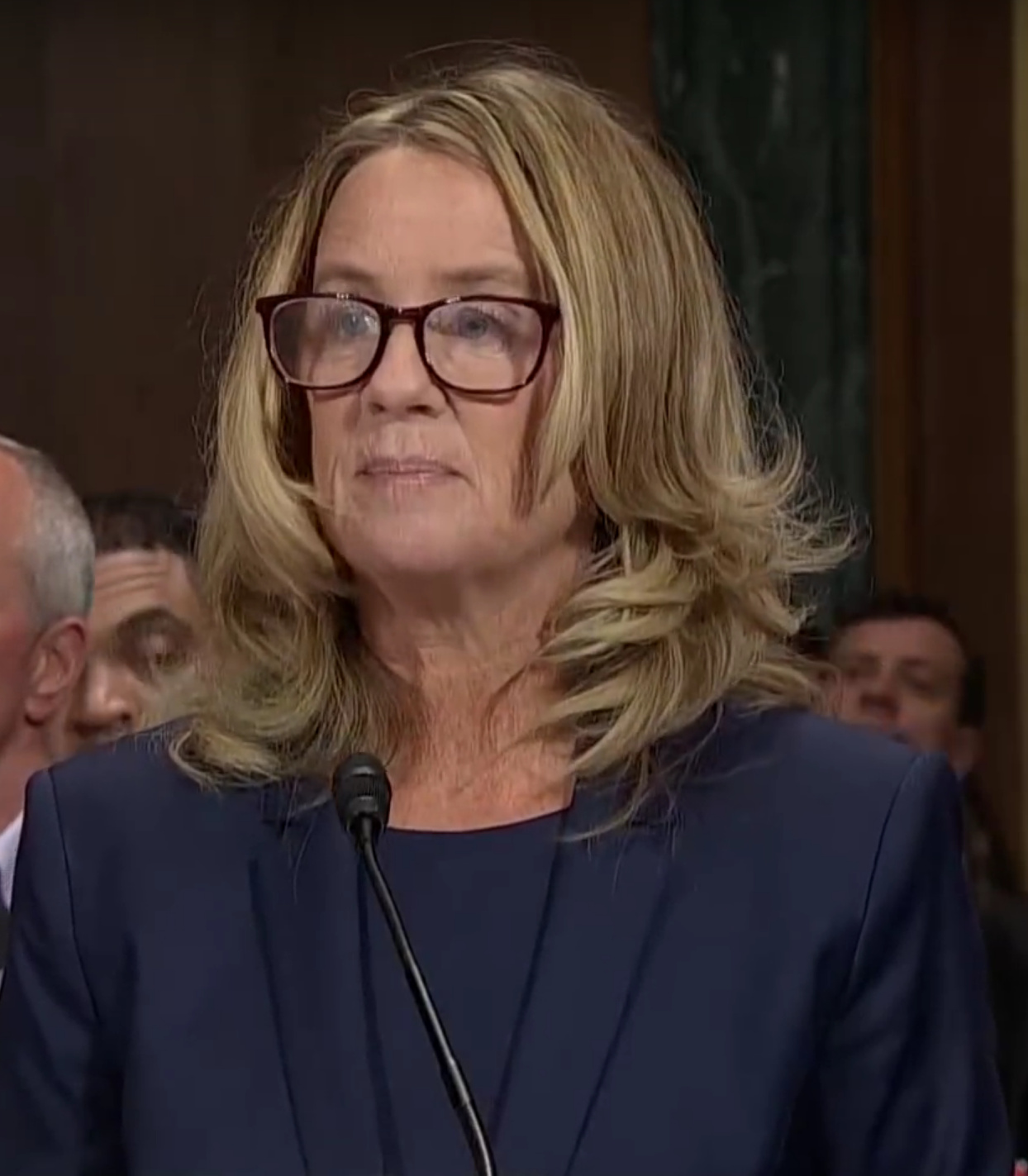
Ford in 2018

Christine Margaret Blasey Ford (november 1966) is een Amerikaanse universitair docent psychologie aan de Palo Alto University en onderzoekspsycholoog aan de Stanford University School of Medicine. Haar specialisme behelst het ontwerpen van statistische modellen voor onderzoeksprojecten. Tijdens haar academische loopbaan heeft Ford als onderzoekspsycholoog gewerkt voor Stanford University's Departement voor Psychiatrie en als universitair docent aan het Stanford University School of Medicine Collaborative Clinical Psychology Program.
In september 2018 beschuldigde Ford publiekelijk Brett Kavanaugh - de door president Donald Trump voor het Hooggerechtshof van de Verenigde Staten genomineerde rechter - van een poging haar in 1982 te verkrachten. Vervolgens getuigde zij op 27 september 2018 over haar beschuldiging tijdens een hoorzitting van de Juridische Commissie van de Senaat over de voordracht van rechter Kavanaugh als opperrechter voor het Hooggerechtshof.

## Afkomst en opleiding
Ford groeide op in de buitenwijken van Washington D.C. Van 1978 tot 1984 bezocht zij de Holton-Arms School, een privémeisjesschool voor voorbereidend hoger onderwijs in Bethesda (Maryland). Toen zij deel uitmaakte van het regionale duiksportteam vergezelde zij duiker Greg Louganis op een trip naar het Witte Huis om te spreken over de boycot van de Olympische Zomerspelen van 1980.

## Carrière
Ford begon in 1988 als docent aan Stanford University. Zij is werkzaam als universitair docent aan Palo Alto University; zij doceert het ontwerpen van klinische experimenten en klinische onderwijspsychologie. Daarnaast participeert zij in gezamenlijke onderwijsprogramma's met de Stanford University School of Medicine.
In dit samenwerkingsverband, de Pacific Graduate School of Psychology (PGSP) doceert Ford onder andere psychometrie, studie-methodologie en statistiek.
Volgens The Washington Post, NPR en CBS News is Fords wetenschappelijke werk veel gepubliceerd. Ford is gespecialiseerd in het ontwerpen van statistische modellen voor onderzoeksprojecten met het doel te verzekeren dat het onderzoek tot nauwkeurige conclusies leidt.
Ford is (co-)auteur van diverse boeken over psychologische onderwerpen, waaronder depressie. Andere onderwerpen waarover zij publiceerde in wetenschappelijke bladen waren onder andere kindermisbruik en de impact van de aanslagen op 11 september 2001.
In 2015 was zij medeauteur van een boek getiteld How Many Subjects? Statistical Power Analysis in Research. Fords onderzoek naar de sociale impact van het verzwijgen van iemands seksuele aanleg werd in 2016 gepubliceerd in het blad Behavior Therapy.

## Beschuldiging seksuele aanranding door rechter Brett Kavanaugh
Begin juli 2018 werd bekend dat rechter Brett Kavanaugh op president Trumps shortlist stond om te worden voorgedragen als opperrechter in het Hooggerechtshof van de Verenigde Staten. Ford nam contact op met zowel The Washington Post als met haar vertegenwoordiger in het Congres, Anna Eshoo. 
Op 20 juli, elf dagen nadat Trump Kavanaugh voordroeg, had Eshoo een ontmoeting met Ford. Deze ontmoeting overtuigde Eshoo van Fords geloofwaardigheid en maakte haar ook duidelijk dat Ford erg bang was dat haar identiteit openbaar zou worden. Eshoo en Ford besloten vervolgens de kwestie voor te leggen aan Democratische Senator Dianne Feinstein van Californië, lid van de Juridische Commissie van de Senaat die Kavanaugh's voordracht zou behandelen. In een brief aan Feinstein zette Ford de beschuldiging dat Kavanaugh haar seksueel had aangerand toen zij beiden op de highschool zaten zwart op wit. Ze benadrukte dat ze erop vertrouwde dat haar verhaal vertrouwelijk zou blijven. In augustus onderging Ford vrijwillig een test met een leugendetector bij een gepensioneerde FBI-agent, die de conclusie trok dat Ford betrouwbaar was bij het afleggen van haar belastende verklaring. 

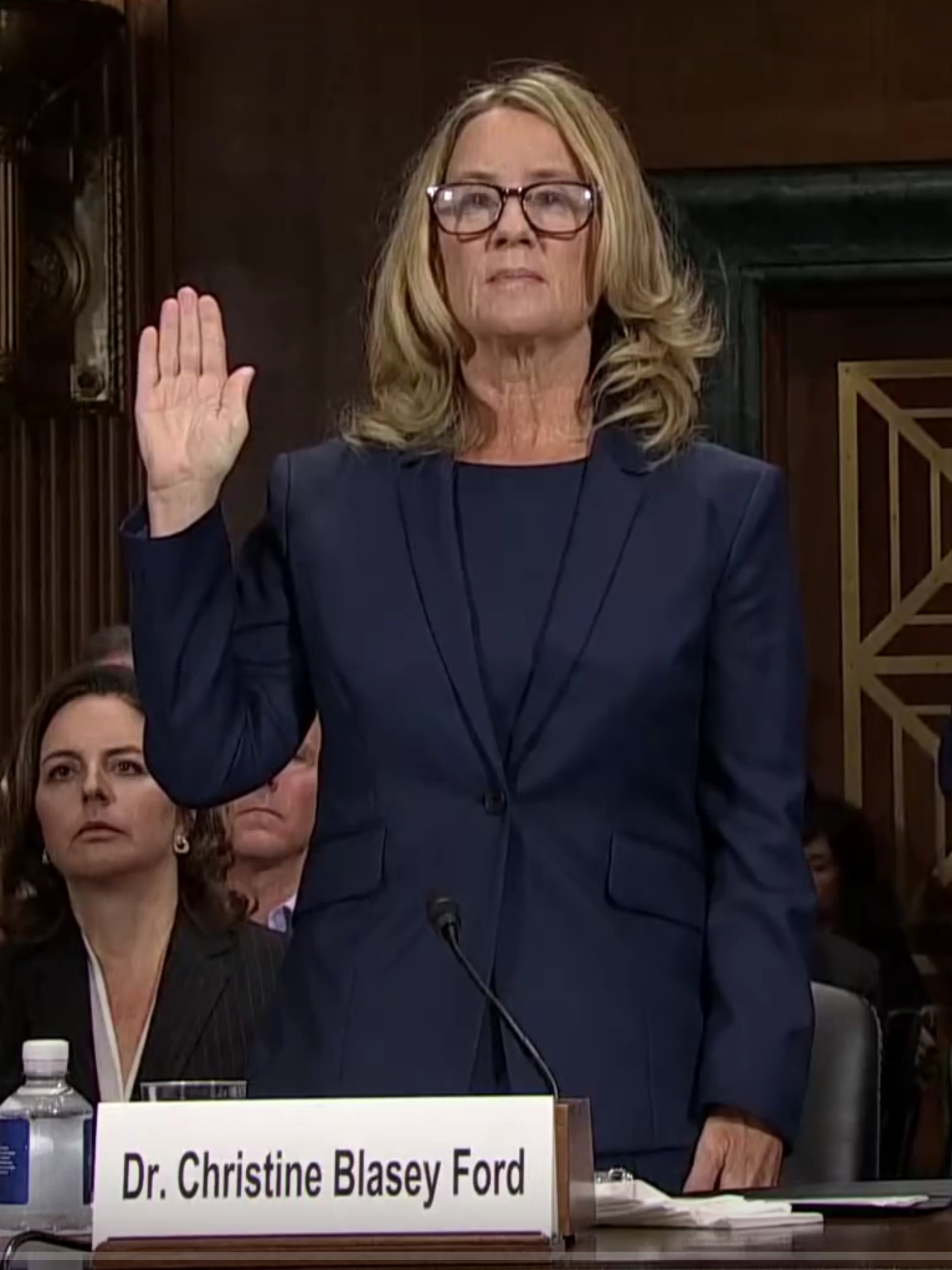
Eedaflegging in Juridische Commissie Senaat op 27-09-2018.

Feinstein bracht de kwestie niet ter sprake tijdens de aanvankelijke procedure ter behandeling van de voordracht van Kavanaugh. Nadat enkele media op 16 september 2018 anonieme beschuldigingen publiceerden en verslaggevers haar identiteit vaststelden, trad Ford in de openbaarheid. Zij had geworsteld met de keuze om haar identiteit bekend te maken, daarbij de negatieve impact afwegend die dat op haar kon hebben. Uiteindelijk besloot ze haar verhaal toch te doen aan The Washington Post en beschuldigde ze Kavanaugh ervan dat hij haar seksueel had aangerand in de zomer van 1982, toen zij 15 jaar oud was en hij 17.
Ze zei dat hij dronken, terwijl zijn vriend Mark Judge toekeek, haar met zijn lijf op een bed duwde, haar overal greep en betastte en probeerde haar kleren uit te trekken en dat hij zijn hand op haar mond legde toen zij probeerde te schreeuwen. Omdat ze moeilijk kon ademhalen, dacht zij dat Kavanaugh haar per ongeluk zou doden. Ze vertelde ontsnapt te zijn toen Judge bovenop hen beiden sprong en zij alle drie van het bed rolden. Als bevestiging van haar relaas overhandigde Ford The Washington Post het leugendetector-rapport, alsmede aantekeningen van haar therapeut uit 2012.
In laatstgenoemde documenten wordt Kavanaugh niet bij name genoemd, maar ze steunen Fords claim aangevallen te zijn door studenten van een "elitaire jongensschool, die de ambitie hadden om zeer gerespecteerde en hooggeplaatste posities in de gemeenschap van Washington D.C. te gaan innemen".
De notities melden ook dat er vier jongens betrokken waren, hetgeen Ford toeschrijft aan een vergissing van de therapeut. Ford beweerde dat er vier jongens op het "feestje" waren, maar dat er slechts twee bij het incident betrokken waren. Fords echtgenoot herinnerde zich dat zij Kavanaughs achternaam in 2012 had gebruikt in een beschrijving van het incident.
Kavanaugh en Judge reageerden beiden ontkennend op Fords beschuldigingen. De advocaten Debra Katz, Lisa Blanks en Michael Bromwich vertegenwoordigen Ford pro bono bij het naar buiten komen met haar verklaringen over Kavanaugh. Bij het voorbereiden van haar getuigenis werd zij bijgestaan door de Democratisch adviseur Ricki Seidman, die Anita Hill ondersteunde bij haar getuigenis over Clarence Thomas, tijdens diens hoorzitting in 1991 wegens zijn voordracht voor het Hooggerechtshof.
Op 18 september 2018 stuurden Fords advocaten een brief aan de voorzitter van de Juridische Commissie van de Senaat, Chuck Grassley, met het verzoek dat de FBI het incident zou onderzoeken voordat de Senaat een hoorzitting zou houden over Fords beschuldigingen "om veilig te stellen dat cruciale feiten en getuigen in deze zaak worden beoordeeld op een niet-partijdige manier", en dat de Commissie volledig geïnformeerd is alvorens enige hoorzitting te houden of besluiten te nemen. 
De brief vermeldde verder ook de aanzienlijke publieke steun die Ford heeft ontvangen, maar ook de ernstige verbale agressie en doodsbedreigingen die haar noopten haar huis te verlaten. Dezelfde dag werd er een crowdfunding campagne gestart om Fords beveiliging te bekostigen, die binnen 24 uur het streefbedrag van $ 100.000 opbracht.
Op 21 september twitterde president Trump over Ford, dat als haar beschuldigingen op waarheid zouden berusten, hetzij zij zelf, hetzij haar ouders aangifte gedaan zouden hebben ten tijde van de gebeurtenis. Fortune betitelde deze tweet als een poging "om haar beschuldiging te ondermijnen" en Republikeins Senator Susan Collins – wier stem de doorslag zou kunnen geven – zei dat ze verbijsterd was door Trumps tweet, die ze "ongepast en slecht" noemde. Trump lanceerde nog diverse andere beweringen, waaronder een tweet met de aantijging dat Kavanaugh "onder vuur ligt van radicaal-linkse politici".
Op 27 september organiseerde de Juridische Commissie een extra dag in de publieke hoorzitting om Fords beschuldigingen te bespreken. Ford en Kavanaugh waren de enige getuigen. Ford getuigde dat Kavanaugh "mij betastte en probeerde mijn kleren uit te trekken" en dat "ik geloofde dat hij van plan was me te verkrachten". Kavanaugh had vooraf alle beschuldigingen van seksuele aanranding "volledig vals en schandelijk" genoemd en legde later op de dag afzonderlijk een getuigenis af. 
Republikeinse leden van de commissie ondervroegen Ford niet rechtstreeks; dat werd gedaan door Rachel Mitchell, een ervaren aanklager uit Arizona, ingeschakeld door de uit louter mannen bestaande Republikeinse meerderheid van de commissie. Afwisselend met Mitchells vragen ondervroegen de Democratische commissieleden Ford. Op 28 september gaf president Trump, na een verzoek van Republikeins Senator Jeff Flake dat was overgenomen door de Juridische Commissie van de Senaat, opdracht tot het instellen van een aanvullend FBI achtergrondonderzoek naar de beschuldigingen van seksuele aanranding tegen Kavanaugh.
Het FBI-rapport werd op 4 oktober aan het Witte Huis en de Senaat overhandigd. Op 6 oktober 2018 bevestigde de senaat Kavanaugh als rechter in het Hooggerechtshof, met 50 stemmen voor en 48 stemmen tegen. Hij legde even later de ambtseden af bij opperrechter Roberts en bij zijn voorganger Anthony Kennedy.

## Privé
Ford woont in Palo Alto (Californië) met haar echtgenoot en hun beide zoons. Zij is tante van actrice en zangeres Bridgit Mendler. Ze is een geregistreerd Democraat. In 2017 nam Ford deel aan een lokale Women's March, een protestmars tegen President Trump. Ook nam zij deel aan een pro-wetenschapsmars in San Francisco tegen de bezuinigingen van het kabinet-Trump op budgetten voor wetenschappelijk onderzoek.

## Publicaties (selectie)
- Helen Chmura Kraemer &  Christine M. Blasey, (2015). How Many Subjects? Statistical Power Analysis in Research. Sage Publishing. ISBN 978-1483319544.
- Christine Blasey,  Joseph K. Belanoff, Charles DeBattista & Alan F. Shatzberg (2013). Adult Psychopharmacology. In:  Psychologists' Desk Reference: Third Edition. Oxford University Press. ISBN 978-0199845491.
- Kirti Saxena & Christine Blasey (2004). Research Methodology in Clinical Trials . In:  Handbook of Mental Health Interventions in Children and Adolescents: An Integrated Developmental Approach. Jossey-Bass. ISBN 978-0787961541.